# Ascii-art
ASCII-Art (engleski za ASCII-umjetnost) 

## Uzorci
```
        (__)
        (oo)
  /------\/     __       O         __O       _______                _______      <>_<>
 / |    ||     /o)\     /H\      _\-<,      (_______) |_|_|_|_|_|_|| [] [] | .---|'"`|---.
*  /\---/\     \(o/     / \    _(_)/(_)_   `-oo---oo-'`-oo-----oo-'`-o---o-'`o"O-OO-OO-O"o'
   ~~   ~~      ""
   krava     Yin/Yang  osoba   biciklist                  vlak 
```

```
              /)/)                     /)/)          /)/)                Sretan
    W       =(';')=        /)        =('.')=       =(';')=       W       Uskrs
,,,,%,,,,,,(")0!0("),O,,,,(' )*,,,,,,(     )oO, ,,,("),("),,, ,,,%,,,,, ,,, ,,,*oO,,
```

```
<°)))><        Riba
```

```
         LOVELOVELOV                ELOVELOVELOV
     VELOVELOVELOVELOVE          LOVELOVELOVELOVELO
  VELOVELOVELOVELOVELOVEL      OVELOVELOVELOVELOVELOVE
 LOVELOVELOVELOVELOVELOVEL    OVELOVELOVELOVELOVELOVELO
VELOVELOVELOVELOVELOVELOVEL  OVELOVELOVELOVELOVELOVELOVE
LOVELOVELOVELOVELOVELOVELOVELOVELOVELOVELOVELOVELOVELOVE
LOVELOVELOVELOVELOVELOVELOVELOVELOVELOVELOVELOVELOVELOVE
 LOVELOVELOVELOVELOVELOVELOVELOVELOVELOVELOVELOVELOVELO
 VELOVELOVELOVELOVELOVELOVELOVELOVELOVELOVELOVELOVELOVE
   LOVELOVELOVELOVELOVELOVELOVELOVELOVELOVELOVELOVELO
     VELOVELOVELOVELOVELOVELOVELOVELOVELOVELOVELOVE
       LOVELOVELOVELOVELOVELOVELOVELOVELOVELOVELO
         VELOVELOVELOVELOVELOVELOVELOVELOVELOVE
           LOVELOVELOVELOVELOVELOVELOVELOVELO
             VELOVELOVELOVELOVELOVELOVELOVE
               LOVELOVELOVELOVELOVELOVELO
                  VELOVELOVELOVELOVELO
                      VELOVELOVELO
                         LOVELO
                           VE
```

```
          \|||/
          (o o)
 |~~~~ooO~~(_)~~~~~~~|
 | Please            |
 | don't feed the    |
 | TROLLS !          |
 '~~~~~~~~~~~~~~Ooo~~'
         |__|__|
          || ||
         ooO Ooo
```

```
         +-------------------+             .:\:\:/:/:.            
         |   PLEASE DO NOT   |            :.:\:\:/:/:.:           
         |  FEED THE TROLLS  |           :=.' -   - '.=:          
         |                   |           '=(\ 9   9 /)='          
         |   HVALA!          |              (  (_)  )             
         |  Wikipedisti      |              /`-vvv-'\             
         +-------------------+             /         \            
                 |  |        @@@          / /|,,,,,|\ \           
                 |  |        @@@         /_//  /^\  \\_\          
   @x@@x@        |  |         |/         WW(  (   )  )WW          
   \||||/        |  |        \|           __\,,\ /,,/__           
    \||/         |  |         |          (______Y______)          
/\/\/\/\/\/\/\/\//\/\\/\/\/\/\/\/\/\/\/\/\/\/\/\/\/\/\/\/\/\/\/\/\
==================================================================
```

```

 (\_/)
 (O.o) This is Bunny. Copy Bunny into your signature
 (> <) to help him on his way to world domination.
 
```

## Vanjske poveznice
- ASCII Art Generator (engl.)